# Ellen Kuras
Ellen Kuras (Nova Jérsei, 10 de julho de 1959) é uma cinematografista e cineasta norte-americana. Como reconhecimento, foi nomeada ao Oscar 2009 na categoria de Melhor Documentário em Longa-metragem por The Betrayal.